# 全米プロゴルフ選手権
全米プロゴルフ選手権（ぜんべいプロゴルフせんしゅけん、英語: U.S. PGA Championship / U.S. PGA）は、プロゴルファーによるメジャー選手権のゴルフ大会である。

## 概要
全米プロゴルフ協会（PGA OF AMERICA、以下PGAと表記）主催で、アメリカ合衆国において毎年8月中旬に開催する地区を変えて実施されていた（サーキット方式）が、PGAは2018年7月10日に、2019年の大会から5月に開催時期を変更することを発表した。PGA選手権（PGA Championship）とも呼ばれる。プレーオフは3ホールのストロークプレーで行われる。
他のメジャー選手権はアマチュアゴルファーの出場が可能だが、本大会はプロゴルファーに出場が限られている。
第1回は1916年に開催され、ジェームス・M・バーンズ選手が優勝した。それ以降は1917-1918年、1943年の戦争による中止をはさみ毎年開催されている。当初は、マッチプレー形式で行われていたが、1958年からはストロークプレー形式に変更されている。選手権の優勝者には創立者のロッドマン・ワナメーカーを冠にしたロッドマン・ワナメーカー・トロフィーが授与される。
優勝選手には5年間のPGAツアーシード権が与えられている。なお1970年までは永久シードが付与されていた。

## 出場資格
- 過去の全米プロゴルフ選手権優勝者
- 過去5回のマスターズ、全米オープン、全英オープンの優勝者
- 前年全米プロシニアゴルフ選手権優勝者
- 前年全米プロ選手権上位15位（タイを含む）の者
- 当年PGAクラブプロ選手権上位20位以内の者
- 当年獲得賞金ランキング上位70名
- ライダーカップまたはプレジデンツカップ[注 1]メンバー（米国チーム）
- 前年度全米プロ選手権以降のPGAツアー競技優勝者
- PGAオブ・アメリカの推薦する者
- 賞金ランキング70位以降の上位者を出場者が156名に達するまで順次追加。

## 記録
- 最多優勝回数：5回 ウォルター・ヘーゲン（1921年・1924年・1925年・1926年・1927年）、ジャック・ニクラス（1963年・1971年・1973年・1975年・1980年）
- 最多連続優勝：4回 ウォルター・ヘーゲン（1924年～1927年）
- 最多トップ10回数：15回 ジャック・ニクラス
- 最年少優勝者：20歳5か月22日 ジーン・サラゼン（1922年）
- 最年長優勝者：50歳11か月 フィル・ミケルソン（2021年）
- 72ホール最高スコア：263 ザンダー・シャウフェレ（2024年）
- 最多出場：37 アーノルド・パーマー、ジャック・ニクラス

## 歴代優勝者

### ストロークプレー時代の優勝者
| 年     | 優勝者                     | 国籍             | 会場                                             | 開催地                             | 優勝スコア             | 2位との差  | 2位（タイ）                                                          | 優勝 賞金($) |
| ------ | -------------------------- | ---------------- | ------------------------------------------------ | ---------------------------------- | ---------------------- | ---------- | -------------------------------------------------------------------- | ------------ |
| 2025年 | スコッティ・シェフラー     | アメリカ合衆国   | クエイル・ホロー・クラブ                         | ノースカロライナ州シャーロット     | 69-68-65-71=273 (−11)  | 5打差      | ハリス・イングリッシュ ブライソン・デシャンボー デービス・ライリー   | 3,420,000    |
| 2024年 | ザンダー・シャウフェレ     | アメリカ合衆国   | バルハラ・ゴルフクラブ                           | ケンタッキー州ルイビル             | 62-68-68-65= 263 (−21) | 1打差      | ブライソン・デシャンボー                                             | 3,330,000    |
| 2023年 | ブルックス・ケプカ (3)     | アメリカ合衆国   | オークヒルCC, イーストC                          | ニューヨーク州ロチェスター         | 72-66-66-67=271 (−9)   | 2打差      | スコッティ・シェフラー ビクトル・ホブラン                            | 3,150,000    |
| 2022年 | ジャスティン・トーマス (2) | アメリカ合衆国   | サザンヒルズCC                                   | Tulsa, Oklahoma                    | 67-67-74-67=275 (−5)   | プレーオフ | ウィル・ザラトリス                                                   | 2,700,000    |
| 2021年 | フィル・ミケルソン (2)     | アメリカ合衆国   | Kiawah Island Golf Resort, Ocean Course          | Kiawah Island, South Carolina      | 70-69-70-73=282 (−6)   | 2打差      | ブルックス・ケプカ ルイ・ウェストヘーゼン                            | 2,160,000    |
| 2020年 | コリン・モリカワ           | アメリカ合衆国   | ハーディングパーク                               | カリフォルニア州サンフランシスコ   | 69-69-65-64=267 (−13)  | 2打差      | ポール・ケーシー ダスティン・ジョンソン                              | 1,980,000    |
| 2019年 | ブルックス・ケプカ (2)     | アメリカ合衆国   | ベスページブラックコース                         | Farmingdale, New York              | 63-65-70-74=272 (−8)   | 2打差      | ダスティン・ジョンソン                                               | 1,980,000    |
| 2018年 | ブルックス・ケプカ         | アメリカ合衆国   | Bellerive Country Club                           | St. Louis, Missouri                | 69-63-66-66=264 (−16)  | 2打差      | タイガー・ウッズ                                                     | 1,980,000    |
| 2017年 | ジャスティン・トーマス     | アメリカ合衆国   | クエイル・ホロー・クラブ                         | ノースカロライナ州シャーロット     | 73-66-69-68=276 (−8)   | 2打差      | フランチェスコ・モリナリ ルイ・ウェストヘーゼン パトリック・リード   | 1,890,000    |
| 2016年 | ジミー・ウォーカー         | アメリカ合衆国   | Baltusrol Golf Club, Lower Course                | Springfield, New Jersey            | 65-66-68-67=266 (−14)  | 1打差      | ジェイソン・デイ                                                     | 1,890,000    |
| 2015年 | ジェイソン・デイ           | オーストラリア   | ウィスリング・ストレイツ,Straits Course          | Kohler, Wisconsin                  | 68-67-66-67=268 (−20)  | 3打差      | ジョーダン・スピース                                                 | 1,800,000    |
| 2014年 | ローリー・マキロイ (2)     | 北アイルランド   | バルハラ・ゴルフクラブ                           | ケンタッキー州ルイビル             | 66-67-67-68=268 (−16)  | 1打差      | フィル・ミケルソン                                                   | 1,800,000    |
| 2013年 | ジェイソン・ダフナー       | アメリカ合衆国   | オークヒルCC, イーストC                          | ニューヨーク州ロチェスター         | 68-63-71-68=270 (−10)  | 2打差      | ジム・フューリック                                                   | 1,445,000    |
| 2012年 | ローリー・マキロイ         | 北アイルランド   | Kiawah Island Golf Resort, The Ocean Course      | Kiawah Island, South Carolina      | 67-75-67-66=275 (−13)  | 8打差      | デイビッド・リン                                                     | 1,445,000    |
| 2011年 | キーガン・ブラッドリー     | アメリカ合衆国   | アトランタ・アスレチッククラブ, ハイランズC      | Johns Creek, Georgia               | 71-64-69-68=272 (−8)   | プレーオフ | ジェイソン・ダフナー                                                 | 1,445,000    |
| 2010年 | マルティン・カイマー       | ドイツ           | ウィスリング・ストレイツ, Straits Course         | Kohler, Wisconsin                  | 72-68-67-70=277 (−11)  | プレーオフ | ババ・ワトソン                                                       | 1,350,000    |
| 2009年 | 梁容銀                     | 韓国             | ヘイゼルタイン・ナショナル・ゴルフクラブ         | Chaska, Minnesota                  | 73-70-67-70=280 (−8)   | 3打差      | タイガー・ウッズ                                                     | 1,350,000    |
| 2008年 | パドレイグ・ハリントン     | アイルランド     | オークランドヒルズCC, South Course               | Bloomfield Township, Michigan      | 71-74-66-66=277 (−3)   | 2打差      | ベン・カーティス セルヒオ・ガルシア                                  | 1,350,000    |
| 2007年 | タイガー・ウッズ (4)       | アメリカ合衆国   | サザン・ヒルズCC                                 | Tulsa, Oklahoma                    | 71-63-69-69=272 (−8)   | 2打差      | ウッディ・オースティン                                               | 1,260,000    |
| 2006年 | タイガー・ウッズ (3)       | アメリカ合衆国   | メダイナCCコース3                                | イリノイ州メダイナ                 | 69-68-65-68=270 (−18)  | 5打差      | ショーン・ミキール                                                   | 1,224,000    |
| 2005年 | フィル・ミケルソン         | アメリカ合衆国   | Baltusrol Golf Club, Lower Course                | Springfield, New Jersey            | 67-65-72-72=276 (−4)   | 1打差      | トーマス・ビヨン スティーブ・エルキントン                            | 1,170,000    |
| 2004年 | ビジェイ・シン (2)         | フィジー         | ウィスリング・ストレイツStraits Course           | Kohler, Wisconsin                  | 67-68-69-76=280 (−8)   | プレーオフ | クリス・ディマルコ ジャスティン・レナード                            | 1,125,000    |
| 2003年 | ショーン・ミキール         | アメリカ合衆国   | オークヒルCC, East Course                        | Rochester, New York                | 69-68-69-70=276 (−4)   | 2打差      | チャド・キャンベル                                                   | 1,080,000    |
| 2002年 | リッチ・ビーム             | アメリカ合衆国   | ヘイゼルタイン・ナショナルGC                     | Chaska, Minnesota                  | 72-66-72-68=278 (−10)  | 1打差      | タイガー・ウッズ                                                     | 990,000      |
| 2001年 | デビッド・トムズ           | アメリカ合衆国   | アトランタ・アスレチッククラブ, Highlands Course | Duluth, Georgia                    | 66-65-65-69=265 (−15)  | 1打差      | フィル・ミケルソン                                                   | 936,000      |
| 2000年 | タイガー・ウッズ (2)       | アメリカ合衆国   | バルハラGC                                       | Louisville, Kentucky               | 66-67-70-67=270 (−18)  | プレーオフ | ボブ・メイ                                                           | 900,000      |
| 1999年 | タイガー・ウッズ           | アメリカ合衆国   | メダイナCCコース3                                | イリノイ州メダイナ                 | 70-67-68-72=277 (−11)  | 1打差      | セルヒオ・ガルシア                                                   | 630,000      |
| 1998年 | ビジェイ・シン             | フィジー         | サハリー・カントリークラブ                       | Sammamish, Washington              | 70-66-67-68=271 (−9)   | 2打差      | スティーブ・ストリッカー                                             | 540,000      |
| 1997年 | デービス・ラブ3世          | アメリカ合衆国   | ウィングドフットゴルフクラブ（ウェスト）         | Mamaroneck, New York               | 66-71-66-66=269 (−11)  | 5打差      | ジャスティン・レナード                                               | 470,000      |
| 1996年 | マーク・ブルックス         | アメリカ合衆国   | バルハラGC                                       | Louisville, Kentucky               | 68-70-69-70=277 (−11)  | プレーオフ | ケニー・ペリー                                                       | 430,000      |
| 1995年 | スティーブ・エルキントン   | オーストラリア   | リビエラCC                                       | Pacific Palisades, California      | 68-67-68-64=267 (−17)  | プレーオフ | コリン・モンゴメリー                                                 | 360,000      |
| 1994年 | ニック・プライス (2)       | ジンバブエ       | サザンヒルズCC                                   | Tulsa, Oklahoma                    | 67-65-70-67=269 (−11)  | 6打差      | コリー・ペイビン                                                     | 310,000      |
| 1993年 | ポール・エージンガー       | アメリカ合衆国   | インバネスクラブ                                 | Toledo, Ohio                       | 69-66-69-68=272 (−12)  | プレーオフ | グレッグ・ノーマン                                                   | 300,000      |
| 1992年 | ニック・プライス           | ジンバブエ       | Bellerive Country Club                           | St. Louis, Missouri                | 70-70-68-70=278 (−6)   | 3打差      | ジョン・クック ニック・ファルド ジム・ギャラガーJr. ジーン・サワーズ | 280,000      |
| 1991年 | ジョン・デーリー           | アメリカ合衆国   | Crooked Stick Golf Club                          | Carmel, Indiana                    | 69-67-69-71=276 (−12)  | 3打差      | ブルース・リツキ―                                                    | 230,000      |
| 1990年 | ウェイン・グラディ         | オーストラリア   | ショールクリーククラブ                           | アラバマ州バーミンガム             | 72-67-72-71=282 (−6)   | 3打差      | フレッド・カプルス                                                   | 225,000      |
| 1989年 | ペイン・スチュワート       | アメリカ合衆国   | Kemper Lakes Golf Club                           | Long Grove, Illinois               | 74-66-69-67=276 (−12)  | 1打差      | アンディ・ビーン マイク・リード カーチス・ストレンジ                 | 200,000      |
| 1988年 | ジェフ・スルーマン         | アメリカ合衆国   | オーク・ツリーGC                                 | Edmond, Oklahoma                   | 69-70-68-65=272 (−12)  | 3打差      | ポール・エイジンガ―                                                  | 160,000      |
| 1987年 | ラリー・ネルソン (2)       | アメリカ合衆国   | PGAナショナル・リゾート&スパ                     | フロリダ州パームビーチガーデンズ   | 70-72-73-72=287 (−1)   | プレーオフ | ラニー・ワドキンス                                                   | 150,000      |
| 1986年 | ボブ・ツエー               | アメリカ合衆国   | インバネスクラブ                                 | Toledo, Ohio                       | 72-70-64-70=276 (−8)   | 2打差      | グレッグ・ノーマン                                                   | 145,000      |
| 1985年 | ヒューバート・グリーン     | アメリカ合衆国   | チェリー・ヒルズCC                               | Cherry Hills Village, Colorado     | 67-69-70-72=278 (−6)   | 2打差      | リー・トレビノ                                                       | 125,000      |
| 1984年 | リー・トレビノ (2)         | アメリカ合衆国   | ショールクリーククラブ                           | アラバマ州バーミンガム             | 69-68-67-69=273 (−15)  | 4打差      | ゲーリー・プレーヤー ラニー・ワドキンス                              | 125,000      |
| 1983年 | ハル・サットン             | アメリカ合衆国   | リビエラCC                                       | Pacific Palisades, California      | 65-66-72-71=274 (−10)  | 1打差      | ジャック・ニクラス                                                   | 100,000      |
| 1982年 | レイモンド・フロイド (2)   | アメリカ合衆国   | サザン・ヒルズCC                                 | オクラホマ州タルサ                 | 63-69-68-72=272 (−8)   | 3打差      | ラニー・ワドキンス                                                   | 65,000       |
| 1981年 | ラリー・ネルソン           | アメリカ合衆国   | アトランタ・アスレチッククラブ, Highlands Course | Duluth, Georgia                    | 70-66-66-71=273 (−7)   | 4打差      | ファジー・ゼラー                                                     | 60,000       |
| 1980年 | ジャック・ニクラス (5)     | アメリカ合衆国   | オーク・ヒルCCイーストC                          | Rochester, New York                | 70-69-66-69=274 (−6)   | 7打差      | アンディ・ビーン                                                     | 60,000       |
| 1979年 | デビッド・グラハム         | オーストラリア   | オークランドヒルズCCサウスC                      | ミシガン州ブルームフィールドヒルズ | 69-68-70-65=272 (−8)   | プレーオフ | ベン・クレンショー                                                   | 60,000       |
| 1978年 | ジョン・マハフィー         | アメリカ合衆国   | オークモントCC                                   | Oakmont, Pennsylvania              | 75-67-68-66=276 (−8)   | プレーオフ | ジェリ－・ペイト トム・ワトソン                                      | 50,000       |
| 1977年 | ラニー・ワドキンス         | アメリカ合衆国   | ペブルビーチ・ゴルフリンクス                     | Pebble Beach, California           | 69-71-72-70=282 (−6)   | プレーオフ | ジーン・リトラー                                                     | 45,000       |
| 1976年 | デーブ・ストックトン (2)   | アメリカ合衆国   | コングレッショナルゴルフクラブ, Blue Course      | メリーランド州ベセスダ             | 70-72-69-70=281 (+1)   | 1打差      | レイモンド・フロイド ドン・ジャニュアリー                            | 45,000       |
| 1975年 | ジャック・ニクラス (4)     | アメリカ合衆国   | ファイアストンCCサウスC                          | Akron, Ohio                        | 70-68-67-71=276 (−4)   | 2打差      | ブルース・クランプトン                                               | 45,000       |
| 1974年 | リー・トレビノ             | アメリカ合衆国   | タングルウッド・パーク, Championship Course      | Clemmons, North Carolina           | 73-66-68-69=276 (−4)   | 1打差      | ジャック・ニクラス                                                   | 45,000       |
| 1973年 | ジャック・ニクラス (3)     | アメリカ合衆国   | カンタベリーGC                                   | Beachwood, Ohio                    | 72-68-68-69=277 (−7)   | 4打差      | ブルース・クランプトン                                               | 45,000       |
| 1972年 | ゲーリー・プレーヤー (2)   | 南アフリカ共和国 | オークランド・ヒルズCCサウスC                    | Bloomfield Hills, Michigan         | 71-71-67-72=281 (+1)   | 2打差      | トミー・アーロン ジム・ジェイミソン                                  | 45,000       |
| 1971年 | ジャック・ニクラス (2)     | アメリカ合衆国   | PGAナショナルGC                                  | Palm Beach Gardens, Florida        | 69-69-70-73=281 (−7)   | 2打差      | ビリー・キャスパー                                                   | 40,000       |
| 1970年 | デーブ・ストックトン       | アメリカ合衆国   | サザン・ヒルズCC                                 | オクラホマ州タルサ                 | 70-70-66-73=279 (−1)   | 2打差      | ボブ・マーフィー アーノルド・パーマー                                | 40,000       |
| 1969年 | レイモンド・フロイド       | アメリカ合衆国   | NCR Country Club, South Course                   | Dayton, Ohio                       | 69-66-67-74=276 (−8)   | 1打差      | ゲーリー・プレーヤー                                                 | 35,000       |
| 1968年 | ジュリアス・ボロス         | アメリカ合衆国   | Pecan Valley Golf Club                           | San Antonio, Texas                 | 71-71-70-69=281 (+1)   | 1打差      | ボブ・チャールズ アーノルド・パーマー                                | 25,000       |
| 1967年 | ドン・ジャニュアリー       | アメリカ合衆国   | Columbine Country Club                           | Columbine Valley, Colorado         | 71-72-70-68=281 (−7)   | プレーオフ | ドン・マッセンゲイル                                                 | 25,000       |
| 1966年 | アル・ガイバーガー         | アメリカ合衆国   | ファイアストンCCサウスC                          | Akron, Ohio                        | 68-72-68-72=280 (E)    | 4打差      | ダドリー・ワイソン                                                   | 25,000       |
| 1965年 | デーブ・マー               | アメリカ合衆国   | Laurel Valley Golf Club                          | Ligonier, Pennsylvania             | 70-69-70-71=280 (−4)   | 2打差      | ビリー・キャスパー ジャック・ニクラス                                | 25,000       |
| 1964年 | ボブ・ニコルス             | アメリカ合衆国   | コロンバスCC                                     | Columbus, Ohio                     | 64-71-69-67=271 (−9)   | 3打差      | ジャック・ニクラス アーノルド・パーマー                              | 18,000       |
| 1963年 | ジャック・ニクラス         | アメリカ合衆国   | Dallas Athletic Club, Blue Course                | Dallas, Texas                      | 69-73-69-68=279 (−5)   | 2打差      | デイブ・ラガン                                                       | 13,000       |
| 1962年 | ゲーリー・プレーヤー       | 南アフリカ共和国 | Aronimink Golf Club                              | Newtown Square, Pennsylvania       | 72-67-69-70=278 (−2)   | 1打差      | ボブ・ゴールビー                                                     | 13,000       |
| 1961年 | ジェリー・バーバー         | アメリカ合衆国   | オリンピア・フィールズCC                         | Olympia Fields, Illinois           | 69-67-71-70=277 (−3)   | プレーオフ | ドン・ジャニュアリー                                                 | 11,000       |
| 1960年 | ジェイ・ハーバート         | アメリカ合衆国   | ファイアストンCCサウスC                          | Akron, Ohio                        | 72-67-72-70=281 (+1)   | 1打差      | ジム・フェリアー                                                     | 11,000       |
| 1959年 | ボブ・ロスバーグ           | アメリカ合衆国   | ミネアポリスGC                                   | Minneapolis, Minnesota             | 71-72-68-66=277 (−3)   | 1打差      | ジェリー・バーバー ダグ・サンダース                                  | 8,250        |
| 1958年 | ドウ・フィンスターワルド   | アメリカ合衆国   | Llanerch Country Club                            | Havertown, Pennsylvania            | 67-72-70-67=276 (−4)   | 2打差      | ビリー・キャスパー                                                   | 5,500        |

### マッチプレー時代の優勝者
| 年     | 優勝者                     | 国籍                            | 準優勝者                         | 決勝結果                 | 開催コース                              | 開催地                                   | 優勝 賞金 ($)            |
| ------ | -------------------------- | ------------------------------- | -------------------------------- | ------------------------ | --------------------------------------- | ---------------------------------------- | ------------------------ |
| 1957年 | リオナルド・ハーバート     | アメリカ合衆国                  | Dow Finsterwald                  | 2 & 1                    | マイアミバレーGC                        | オハイオ州デイトン                       | 8,000                    |
| 1956年 | ジャック・バーク・ジュニア | アメリカ合衆国                  | Ted Kroll                        | 3 & 2                    | ブルーヒルCC                            | Canton, Massachusetts                    | 5,000                    |
| 1955年 | ダグ・フォード             | アメリカ合衆国                  | Cary Middlecoff                  | 4 & 3                    | メドウブルックカントリークラブ          | ミシガン州デトロイト                     | 5,000                    |
| 1954年 | チック・ハーバート         | アメリカ合衆国                  | ウォルター・バークモ             | 4 & 3                    | Keller Golf Course                      | ミネソタ州セントポール                   | 5,000                    |
| 1953年 | ウォルター・バークモ       | アメリカ合衆国                  | Felice Torza                     | 2 & 1                    | バーミンガムカントリークラブ            | ミシガン州バーミングハム                 | 5,000                    |
| 1952年 | ジム・ターネサ             | アメリカ合衆国                  | チック・ハーバート               | 1 up                     | ビッグスプリングカントリークラブ        | ケンタッキー州ルイビル                   | 3,500                    |
| 1951年 | サム・スニード (3)         | アメリカ合衆国                  | ウォルター・バークモ             | 7 & 6                    | オークモントカントリークラブ            | ペンシルベニア州オークモント             | 3,500                    |
| 1950年 | チャンドラー・ハーパー     | アメリカ合衆国                  | ヘンリー・ウィリアムズ・ジュニア | 4 & 3                    | Scioto Country Club                     | Columbus, Ohio                           | 3,500                    |
| 1949年 | サム・スニード (2)         | アメリカ合衆国                  | ジョニー・パーマー               | 3 & 2                    | Hermitage Country Club                  | Richmond, Virginia                       | 3,500                    |
| 1948年 | ベン・ホーガン (2)         | アメリカ合衆国                  | Mike Turnesa                     | 7 & 6                    | ノーウッドヒルズカントリークラブ        | ミズーリ州セントルイス                   | 3,500                    |
| 1947年 | ジム・フェリアー           | オーストラリア                  | チック・ハーバート               | 2 & 1                    | プラムホロウゴルフクラブ                | ミシガン州デトロイト                     | 3,500                    |
| 1946年 | ベン・ホーガン             | アメリカ合衆国                  | エド・オリバー                   | 6 & 4                    | ポートランドGC                          | オレゴン州ポートランド                   | 3,500                    |
| 1945年 | バイロン・ネルソン (2)     | アメリカ合衆国                  | Sam Byrd                         | 4 & 3                    | Moraine Country Club                    | オハイオ州デイトン                       | 3,750                    |
| 1944年 | ボブ・ハミルトン           | アメリカ合衆国                  | バイロン・ネルソン               | 1 up                     | マニトゴルフアンドカントリークラブ      | Spokane, Washington                      | 3,500                    |
| 1943年 | 第二次世界大戦のため中止   | 第二次世界大戦のため中止        | 第二次世界大戦のため中止         | 第二次世界大戦のため中止 | 第二次世界大戦のため中止                | 第二次世界大戦のため中止                 | 第二次世界大戦のため中止 |
| 1942年 | サム・スニード             | アメリカ合衆国                  | Jim Turnesa                      | 2 & 1                    | Seaview Country Club                    | ニュージャージー州アトランティックシティ | 1,000                    |
| 1941年 | ビック・ゲッジ             | アメリカ合衆国                  | バイロン・ネルソン               | 38 holes                 | Cherry Hills Country Club               | Cherry Hills Village, Colorado           | 1,100                    |
| 1940年 | バイロン・ネルソン         | アメリカ合衆国                  | サム・スニード                   | 1 up                     | Hershey Country Club, West Course       | Hershey, Pennsylvania                    | 1,100                    |
| 1939年 | ヘンリー・ピッカード       | アメリカ合衆国                  | バイロン・ネルソン               | 37 holes                 | Pomonok Country Club                    | Flushing, New York                       | 1,100                    |
| 1938年 | ポール・ラニアン (2)       | アメリカ合衆国                  | サム・スニード                   | 8 & 7                    | The Shawnee Inn & Golf Resort           | Smithfield Township, Pennsylvania        | 1,100                    |
| 1937年 | デニー・シュート (2)       | アメリカ合衆国                  | Harold McSpaden                  | 37 holes                 | Pittsburgh Field Club                   | O'Hara Township, Pennsylvania            | 1,000                    |
| 1936年 | デニー・シュート           | アメリカ合衆国                  | Jimmy Thomson                    | 3 & 2                    | Pinehurst Resort, No. 2 Course          | Pinehurst, North Carolina                | 1,000                    |
| 1935年 | ジョニー・レボルタ         | アメリカ合衆国                  | トミー・アーマー                 | 5 & 4                    | Twin Hills Golf & Country Club          | オクラホマ州オクラホマシティ             | 1,000                    |
| 1934年 | ポール・ラニアン           | アメリカ合衆国                  | Craig Wood                       | 38 holes                 | The Park Country Club                   | Williamsville, New York                  | 1,000                    |
| 1933年 | ジーン・サラゼン (3)       | アメリカ合衆国                  | Willie Goggin                    | 5 & 4                    | Blue Mound Golf & Country Club          | Wauwatosa, Wisconsin                     | 1,000                    |
| 1932年 | オリン・デュトラ           | アメリカ合衆国                  | Frank Walsh                      | 4 & 3                    | Keller Golf Course                      | ミネソタ州セントポール                   | 1,000                    |
| 1931年 | トム・クリービー           | アメリカ合衆国                  | Denny Shute                      | 2 & 1                    | Wannamoisett Country Club               | Rumford, Rhode Island                    | 1,000                    |
| 1930年 | トミー・アーマー           | スコットランド · アメリカ合衆国 | ジーン・サラゼン                 | 1 up                     | Fresh Meadow Country Club               | ニューヨーク州クイーンズ                 |                          |
| 1929年 | レオ・ディーゲル (2)       | アメリカ合衆国                  | Johnny Farrell                   | 6 & 4                    | Hillcrest Country Club                  | カリフォルニア州ロサンゼルス             |                          |
| 1928年 | レオ・ディーゲル           | アメリカ合衆国                  | Al Espinosa                      | 6 & 5                    | Baltimore Country Club, East Course     | Timonium, Maryland                       |                          |
| 1927年 | ウォルター・ヘーゲン (5)   | アメリカ合衆国                  | Joe Turnesa                      | 1 up                     | シーダークレストカントリークラブ        | テキサス州ダラス                         |                          |
| 1926年 | ウォルター・ヘーゲン (4)   | アメリカ合衆国                  | レオ・ディーゲル                 | 5 & 3                    | Salisbury Golf Club, Red Course         | East Meadow, New York                    |                          |
| 1925年 | ウォルター・ヘーゲン (3)   | アメリカ合衆国                  | Bill Mehlhorn                    | 6 & 5                    | Olympia Fields Country Club             | イリノイ州オリンピアフィールズ           |                          |
| 1924年 | ウォルター・ヘーゲン (2)   | アメリカ合衆国                  | ジム・バーンズ                   | 2 up                     | French Lick Springs Resort, Hill Course | French Lick, Indiana                     |                          |
| 1923年 | ジーン・サラゼン (2)       | アメリカ合衆国                  | ウォルター・ヘーゲン             | 38 holes                 | Pelham Country Club                     | Pelham Manor, New York                   |                          |
| 1922年 | ジーン・サラゼン           | アメリカ合衆国                  | Emmet French                     | 4 & 3                    | Oakmont Country Club                    | Oakmont, Pennsylvania                    | 500                      |
| 1921年 | ウォルター・ヘーゲン       | アメリカ合衆国                  | Jim Barnes                       | 3 & 2                    | Inwood Country Club                     | Inwood, New York                         | 500                      |
| 1920年 | ジョック・ハッチソン       | スコットランド · アメリカ合衆国 | J. Douglas Edgar                 | 1 up                     | Flossmoor Country Club                  | Flossmoor, Illinois                      | 500                      |
| 1919年 | ジム・バーンズ (2)         | イングランド                    | フレッド・マクラウド             | 6 & 5                    | エンジニアズカントリークラブ            | Roslyn Harbor, New York                  | 500                      |
| 1918年 | 第一次世界大戦のため中止   | 第一次世界大戦のため中止        | 第一次世界大戦のため中止         | 第一次世界大戦のため中止 | 第一次世界大戦のため中止                | 第一次世界大戦のため中止                 | 第一次世界大戦のため中止 |
| 1917年 | 第一次世界大戦のため中止   | 第一次世界大戦のため中止        | 第一次世界大戦のため中止         | 第一次世界大戦のため中止 | 第一次世界大戦のため中止                | 第一次世界大戦のため中止                 | 第一次世界大戦のため中止 |
| 1916年 | ジム・バーンズ             | イングランド                    | ジョック・ハッチソン             | 1 up                     | シワノイカントリークラブ                | Eastchester, New York                    | 500                      |

- Tommy Armour - スコットランド出身。後にアメリカ国籍を取得した。
- Jock Hutchison - スコットランド出身。1920年にアメリカの市民権を持っていた。

## 今後の開催予定
| 年   | 回数  | コース                               | 開催地                                 | 開催日     | 開催実績               |
| ---- | ----- | ------------------------------------ | -------------------------------------- | ---------- | ---------------------- |
| 2025 | 107回 | クエイル・ホロー・クラブ             | ノースカロライナ州                     | 5月15–18日 | 2017                   |
| 2026 | 108回 | Aronimink Golf Club                  | ペンシルベニア州ニュータウンスクウェア | 5月14–17日 | 1962                   |
| 2027 | 109回 | PGAフリスコ                          | テキサス州フリスコ                     | 5月20–23日 | 初開催                 |
| 2028 | 110回 | オリンピック・クラブ                 | カリフォルニア州サンフランシスコ       | 5月18–21日 | 初開催                 |
| 2029 | 111回 | バルタスロール・ゴルフクラブ         | ニュージャージー州スプリングフィールド | 5月17–20日 | 2005, 2016             |
| 2030 | 112回 | サザンヒルズ・カントリークラブ       | オクラホマ州タルサ                     | TBD        | 1970, 1982, 1994, 2007 |
| 2031 | 113回 | コングレッショナル・カントリークラブ | メリーランド州ベセスダ                 | TBD        | 1976                   |
| 2034 | 116回 | PGAフリスコ                          | テキサス州フリスコ                     | TBD        | 2027                   |

Source:

## テレビ放送

### 日本
- 1981年から1996年まではフジテレビが中継[10]。
- 1997年からは2003年まではWOWOWが中継。テレビ東京・テレビ朝日が後日にダイジェストとして放送した年もある。
- 2004年から2006年まではBS-i（大会全日）・TBS（予選ダイジェスト・決勝ラウンド）が放送を行った。ゴルフ専門チャンネルでは、2005年はザ・ゴルフ・チャンネル、2006年はゴルフネットワークがディレイ放送を行った。
- 2007年は当初放送予定がなかったが、開幕直前になって、ザ・ゴルフ・チャンネルが急遽生中継を決定した。2008年はダイジェスト番組のみ放送された。
- 2009年から2016年まではTBSとゴルフネットワーク（2011年まで）が放送していた。2009年はTBSは生中継と告知し画面上にもLIVEと表示して放送したが、実際にはリアルタイムではなく20秒ほどのディレイ中継となったため、一部視聴者から批判があった。また、一部系列局では一部日程や全日程が放送されない局がある[11]。
- 2017年はフジテレビが21年ぶりに生中継することが決定。予選ラウンド2日間はBSフジで、決勝ラウンド2日間は地上波FNS系列での放送となる[10]。またBSフジでは4日間とも日本時間の夕方にダイジェスト放送を行う[12]。さらにゴルフネットワークでも4日間、合計32時間にわたる生中継を実施する（延長放送もあり）[13]。2018年についてもフジテレビ・ゴルフネットワーク共に同様の体制となる[14]。
- 2019年から21年まではテレビ東京とBSテレ東、それにCS放送のゴルフネットワークが中継を担当する。
- 2022年以降はDAZN・ABEMA PPVでも放送。2023年と24はBS松竹東急でも中継を担当している[15]。2025年はU-NEXT独占

### 米国
- アメリカではケーブルチャンネルのTNTが、予選ラウンド（全日）と決勝ラウンドの前半を生中継で、地上波のCBSが予選ラウンドをダイジェストで、決勝ラウンドを生中継でそれぞれ放送している。2020年大会からはTNTに代わって、ESPNが放映を担当することが決まっている[16]。